# Ђовани Антонио Амедео Плана
Ђовани Антонио Амедео Плана (итал. Giovanni Antonio Amedeo Plana; Вогера, 6. новембар 1781 — Торино, 20. јануар 1864) био је италијански астроном и математичар.
Рођен је у граду Вогера у Италији. Са 15 година, послат је да живи са својим стричевима у Греноблу како би завршио своје образовање. Године 1800, уписао је Политехничку школу и био је један од студената Жозефа Лагранжа. Жан Фурије, импресиониран Планиним способностима, омогућио је да Плану поставе за шефа катедре за математику у школи артиљерије у Пијемонту 1803. године, који је дошао под француску контролу 1805. године. Године 1811, постављен је за шефа катедре за астрономију на Универзитету у Торину захваљујући Лагранжовом утицају. Провео је остатак свог живота предајући у тој институцији.
Његови доприноси укључују рад на кретању Месеца, као и у вези са интегралима, елиптичким функцијама, топлотом, електростатиком и геодезијом. Године 1820, био је један од освајача награде Француске академије наука у Паризу због конструкције лунарних табела користећи се законом гравитације. Године 1832, објавио је рад "Теорија кретања месеца" (фр. Théorie du mouvement de la lune). Године 1844. постао је барон, а са 80 година, постао је члан престижне Академије наука. Сматра се једним од најбољих италијанских научника свог доба.
Плана кратер на Месецу назван је у његову част